# Tabladillo (Segovia)
Tabladillo es una localidad, constituida como entidad local menor del municipio de Santa María la Real de Nieva, de la provincia de Segovia, España. Está situada a unos 25 km al oeste de la capital, en la comarca natural de la campiña, en una zona elevada. Tiene una población de 45 habitantes (INE 2023).

## Historia
Es de fundación medieval, dentro del Sexmo de Santa Eulalia de la Comunidad de Ciudad y Tierra de Segovia.
Fue un municipio independiente hasta 1969, cuando se agregó al municipio de Santa María la Real de Nieva.
Tras larga lucha vecinal, la Junta de Castilla y León autorizó la constitución como entidad local menor para Tabladillo, dentro el término municipal de Santa María la Real de Nieva, por el acuerdo 49/2003, de 15 de abril.

## Geografía física

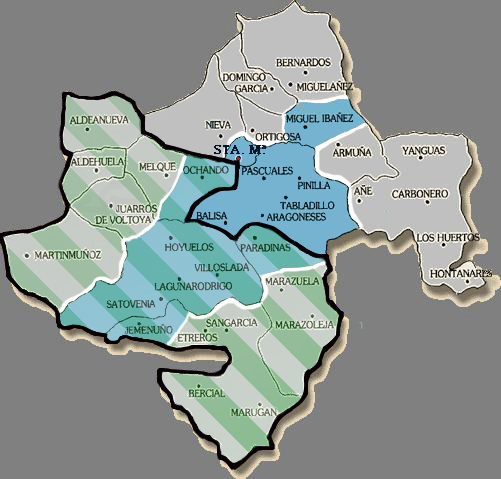
Representación de Tabladillo dentro del municipio de Santa María la Real de Nieva, entre los sexmos de la Trinidad y de Cabezas

Se llega por la carretera comarcal CL-605, que une Segovia con la localidad abulense de Arévalo y continúa hasta Zamora. Tabladillo se encuentra a 20 km de Segovia y a 28 de Arévalo. La extensión del territorio es de 11,69 km² y limita con los términos de Anaya, Añe y Santa María la Real de Nieva. 
El centro de la localidad es la plaza Mayor, donde se encuentran la iglesia parroquial de San Clemente Papa, el ayuntamiento, el consultorio médico y las antiguas escuelas que articulan la estructura radial del pueblo; de donde parten todas las calles del municipio.
| Noroeste: Pascuales                                  | Norte: Pinilla-Ambroz, Pascuales, Añe | Noreste: Pinilla-Ambroz, Añe     |
| Oeste: Pascuales, Aragoneses                         |                                       | Este: Pinilla-Ambroz, Anaya, Añe |
| Suroeste: Aragoneses                                 | Sur: Anaya, Aragoneses                | Sureste: Anaya                   |
| ----Mapa interactivo — Tabladillo y su término local |                                       |                                  |

## Geografía humana

### Demografía
| Gráfica de evolución demográfica de Tabladillo entre 1842 y 1960 |
| |
| Población de derecho según los censos de población del INE Población de hecho según los censos de población del INEEntre el censo de 1970 y el anterior, este municipio desaparece porque se integra en el municipio 40185 (Santa María la Real de Nieva) |

| 211           | 57 | 58 | 64 | 57 | 53 | 53 | 52 | 50 | 49 | 43 | 46 | 50 | 45 |
| (Fuente: INE) |    |    |    |    |    |    |    |    |    |    |    |    |    |

### Economía
Situada al margen de la carretera CL-605 junto a la ermita románica de la Magdalena, existe complejo industrial que lo compone de una fábrica de piensos, matadero de cochinillos y una Cooperativa Agrícola.Destaca una empresa cárnica con el mismo nombre que el pueblo.

## Administración y política
Depende del Ayuntamiento de Santa María la Real de Nieva, pero cuenta con su propia alcaldía con cierto grado de autogestión al ser entidad local menor desde 2003.
| Periodo   | Nombre                          | Partido |
| --------- | ------------------------------- | ------- |
| 1979-1983 | ----                            | ----    |
| 1983-1987 | ----                            | ----    |
| 1987-1991 | ----                            | ----    |
| 1991-1995 | ----                            | ----    |
| 1995-1999 | ----                            | ----    |
| 1999-2003 | ----                            | ----    |
| 2003-2007 | Francisco Antonio Segovia Arias | PP      |
| 2007-2011 | Francisco Antonio Segovia Arias | PP      |
| 2011-2015 | Francisco Antonio Segovia Arias | PP      |
| 2015-2019 | Lorenzo Sanz Callejo            | PP      |
| 2019-2023 | Lorenzo Sanz Callejo            | PP      |
| 2023-act. | Lorenzo Sanz Callejo            | PP      |

### Organización municipal
Como Entidad Local Menor, dispone de una Junta Vecinal regulada por la Ley de Régimen Local de 1998 de Castilla y León. Al frente de esta Junta Vecinal hay un alcalde pedáneo, elegido democráticamente por los tabladillenses. Este alcalde pedáneo nombra a un miembro de la Junta Vecinal, que se completa con el candidato de la segunda lista más votada.

## Cultura

### Patrimonio
- Iglesia de san Clemente Papa, de origen románico. Contiene una imagen de la Virgen Dolorosa de Pedro de Mena que se atribuye a Juan de Mena;
- Ermita de la Magdalena, La capilla para el cementerio de Tabladillo, no es otra cosa que la antigua ermita de la Magdalena. De estilo románico, está situada al lado de la carretera que conduce a Santa María la Real de Nieva. Conserva su estructura románica, se aprecia especialmente en el interior, abovedada con arcos fajones sobre pilastras formando una compartimentación de ábside, presbiterio y dos tramos en la nave;
- Fachadas de sus casas la decoración típica de esgrafiados segovianos;
- Antiguos lavaderos, rehabilitado recientemente y situados en una de las varias fuentes naturales que hay en la población.
- Potro de herrar;
- Antigua fragua;
- Antiguas escuelas;
- Antigua fuente de granito en la plaza Mayor que abastecía junto a otras al pueblo;
- Camino natural hasta el río Moros.[9][1][10][11]

### Fiestas
En Tabladillo se celebran distintas fechas:
- Cabalgata de Reyes Magos, el 6 de enero, a diferencia al resto de España en Tabladillo se realiza la Cabalgata el día de Reyes 6 de enero organizada por la Asociación Cultural Tabladillo;
- Matanza Popular, el primer fin de semana de febrero, cuya fiesta es organizada por la Asociación Cultural Tabladillo;
- San Isidro Labrador, el 15 de mayo, la fiesta es organizada por los agricultores de la localidad;
- San Antonio de Padua, el 13 de junio;
- La Virgen de la Ascensión, el 15 de agosto;
- San Roque, el 16 de agosto, la celebración es organizada por el Ayuntamiento de Tabladillo y la Asociación Cultural Tabladillo. Incluye una misa y una procesión;
- San Clemente, el 23 de noviembre, siempre se celebra en fin de semana, cuya celebración es organizada por el Ayuntamiento de Tabladillo y la Asociación Cultural Tabladillo.[9]

### Gastronomía
- Destacan la preparación de Callos al estilo Castellano.[10]